# Campeonato Europeo de Remo de 2007
El I Campeonato Europeo de Remo se celebró en Poznań (Polonia) entre el 21 y el 23 de septiembre de 2007 bajo la organización de la Federación Internacional de Sociedades de Remo (FISA) y la Federación Polaca de Remo.
Las competiciones se realizaron en el canal de remo del lago Malta, al este de la ciudad polaca.

## Medallistas

### Masculino
| Evento                                 | Oro | Plata | Bronce |
| -------------------------------------- | --- | --- | --- |
| Scull individual M1X (23.09)           | Ralph Kreibich · Austria · 7:08,35 | Mindaugas Griškonis · Lituania · 7:09,68 | Aleksandar Aleksandrov Bulgaria 7:10,94 |
| Doble scull M2X (23.09)                | Ioannis Tsamis · Ioannis Jristu · Grecia · 6:28,78 | Mario Vekić · Hrvoje Jurina · Croacia · 6:30,25 | Eric Knittel · Tim Bartels · Alemania · 6:30,70 |
| Cuatro scull M4X (23.09)               | Nikita Morgachov · Alexei Svirin · Alexandr Kornilov · Nikael Bikua-Mfantse · Rusia · 5:56,06                                                                                    | Luca Ghezzi · Federico Gattinoni · Simone Venier · Simone Raineri · Italia · 5:58,38 | Valeri Radzevich · Dzianis Mihal · Stanislau Shcharbachenia · Andrei Pliashkou · Bielorrusia · 6:01,79                                                                                             |
| Dos sin timonel M2- (23.09)            | Goran Jagar Nikola Stojić Serbia 6:44,30 | Piotr Hojka · Jarosław Godek · Polonia · 6:46,35 | Giuseppe De Vita · Andrea Palmisano · Italia · 6:46,66 |
| Cuatro sin timonel M4- (23.09)         | Michal Horváth · Jan Gruber · Milan Bruncvík · Karel Neffe · República Checa · 6:10,38                                                                                           | Fokke Beckmann · Richard Schmidt · Sebastian Schmidt · Kristof Wilke · Alemania · 6:12,48 | Yeoryos Tsiompanidis · Ioannis Tsilis · Yeoryos Tzialas · Pavlos Gavriilidis · Grecia · 6:13,50 |
| Ocho con timonel M8+ (23.09)           | Jakub Zof · Jakub Friedberger · Václav Chalupa · Jakub Makovička · Jan Schindler · Milan Doleček · Jakub Hanák · Ondřej Synek · Oldřich Hejdušek (t) · República Checa · 5:44,80 | Michał Stawowski · Bogdan Zalewski · Sławomir Kruszkowski · Sebastian Kosiorek · Mikołaj Burda · Wojciech Gutorski · Piotr Buchalski · Rafał Hejmej · Daniel Trojanowski (t) · Polonia · 5:47,93 | Andrei Tatarchuk · Dzianis Yakubau · Aleh Maskaliou · Andrei Dzemianenka · Yauhen Nosau · Aliaxandr Dzernavy · Vadzim Lialin · Aliaxandr Kazubouski · Piotr Piatrynich (t) · Bielorrusia · 5:48,83 |
| Doble scull ligero LM2X (23.09)        | Zsolt Hirling · Tamás Varga · Hungría · 6:36,99 | Dimitrios Muyos · Vasileios Polymeros · Grecia · 6:39,26 | Jan Vetešník · Ondřej Vetešník · República Checa · 6:45,75 |
| Cuatro sin timonel ligero LM4- (23.09) | Jiří Vlček · Catello Amarante · Salvatore Amitrano · Bruno Mascarenhas · Italia · 6:17,84                                                                                        | Veljko Urošević Nenad Babović Goran Nedeljković Miloš Tomić Serbia 6:20,49 | Ilia Ashchin · Alexandr Savkin · Alexandr Ziuzin · Serguei Bukreyev · Rusia · 6:23,01 |

### Femenino
| Evento                          | Oro | Plata | Bronce |
| ------------------------------- | --- | --- | --- |
| Scull individual W1X (23.09)    | Rumiana Neikova Bulgaria 7:36,23 | Miroslava Knapková · República Checa · 7:39,46 | Frida Svensson · Suecia · 7:49,29 |
| Doble scull W2X (23.09)         | Gabriela Vařeková · Jitka Antošová · República Checa · 7:12,99 | Sanna Stén · Minna Nieminen · Finlandia · 7:14,68 | Hanna Najayeva · Volha Berazniova · Bielorrusia · 7:17,58                                                                                        |
| Cuatro scull W4X (23.09)        | Svitlana Spiriujova · Nataliya Huba · Olena Olefirenko · Tetiana Kolesnikova · Ucrania · 6:42,34                                                                                             | Ionelia Neacșu · Enikő Barabás · Camelia Lupașcu · Roxana Cogianu · Rumania · 6:47,50                                                                                                | Sophie Dunsing · Julia Richter · Judith Aldinger · Lena Möbus · Alemania · 6:47,64                                                               |
| Dos sin timonel W2- (23.09)     | Lenka Wech · Maren Derlien · Alemania · 7:18,00 | Vera Pochitayeva · Alevtina Podviazkina · Rusia · 7:30,90 | Adelina Cojocariu · Nicoleta Albu · Rumania · 7:34,60                                                                                            |
| Ocho con timonel W8+ (23.09)    | Rodica Șerban · Ana Maria Apachiței · Viorica Susanu · Aurica Bărăscu · Georgeta Andrunache · Ioana Papuc · Simona Mușat-Strimbeschi · Doina Ignat · Elena Georgescu (t) · Rumania · 6:23,24 | Josephine Wartenberg · Marlene Sinnig · Sonja Ziegler · Katrin Reinert · Kerstin Naumann · Nadine Schmutzler · Nina Wengert · Silke Günther · Annina Ruppel (t) · Alemania · 6:27,87 | Jo Cook Vicky Myers Vicki Etiebet Lauren Fisher Rebecca Rowe Anna McNuff Lindsey Maguire Alice Freeman Rebecca Dowbiggin (t) Reino Unido 6:32,58 |
| Doble scull ligero LW2X (23.09) | Jrysa Biskitzí · Alexandra Tsiavu · Grecia · 7:21,03 | Magdalena Kemnitz · Ilona Mokronowska · Polonia · 7:23,51 | Erika Bello · Laura Milani · Italia · 7:26,57 |

## Medallero
| Núm. | País            | Oro | Plata | Bronce | Total |
| ---- | --------------- | --- | ----- | ------ | ----- |
| 1    | República Checa | 3   | 1     | 1      | 5     |
| 2    | Grecia          | 2   | 1     | 1      | 4     |
| 3    | Alemania        | 1   | 2     | 2      | 5     |
| 4    | Italia          | 1   | 1     | 2      | 4     |
| 5    | Rumania         | 1   | 1     | 1      | 3     |
| 5    | Rusia           | 1   | 1     | 1      | 3     |
| 7    | Serbia          | 1   | 1     | 0      | 2     |
| 8    | Bulgaria        | 1   | 0     | 1      | 2     |
| 9    | Austria         | 1   | 0     | 0      | 1     |
| 9    | Hungría         | 1   | 0     | 0      | 1     |
| 9    | Ucrania         | 1   | 0     | 0      | 1     |
| 12   | Polonia         | 0   | 3     | 0      | 3     |
| 13   | Croacia         | 0   | 1     | 0      | 1     |
| 13   | Finlandia       | 0   | 1     | 0      | 1     |
| 13   | Lituania        | 0   | 1     | 0      | 1     |
| 16   | Bielorrusia     | 0   | 0     | 3      | 3     |
| 17   | Reino Unido     | 0   | 0     | 1      | 1     |
| 17   | Suecia          | 0   | 0     | 1      | 1     |
|      | TOTAL           | 14  | 14    | 14     | 42    |